# 34503 Tsuchida
34503 Tsuchida è un asteroide della fascia principale. Scoperto nel 2000, presenta un'orbita caratterizzata da un semiasse maggiore pari a 2,7922349 au e da un'eccentricità di 0,0184579, inclinata di 1,27338° rispetto all'eclittica.